# 圣乌尔巴努
圣乌尔巴努是巴西马拉尼昂州的一个市镇。总面积1207.774平方公里，总人口22938人，人口密度19人/平方公里。